# Дурасово (Вологодский район)
Дурасово — деревня в Вологодском районе Вологодской области.
Входит в состав Семёнковского сельского поселения, с точки зрения административно-территориального деления — в Семёнковский сельсовет.
Расстояние по автодороге до районного центра Вологды — 20 км, до центра муниципального образования Семёнково — 12 км. Ближайшие населённые пункты — Щукарево, Красково, Вепрево, Семшино, Окунево, Измайлово, Щетинино, Чемоданово, Яковлевское.
По данным переписи в 2002 году постоянного населения не было.